# Prokop Hugo Toman
Prokop Hugo Toman (31. srpna 1902 Roztoky – 20. června 1981 Praha) byl český právník, výtvarný a literární kritik, bibliofil a operní pěvec.

## Životopis
Stejně jako jeho otec, vystudoval Právnickou fakultu na Univezitě Karlově (1925, JUDr.) a dějiny umění (1955–1960) na Filozofické fakultě Univerzity Karlovy (prof. J. Květ, J. Pešina, J. Neumann).

## Dílo
Psal do odborných časopisů články o různých umělcích (mj. o Bohuslavu Martinů).

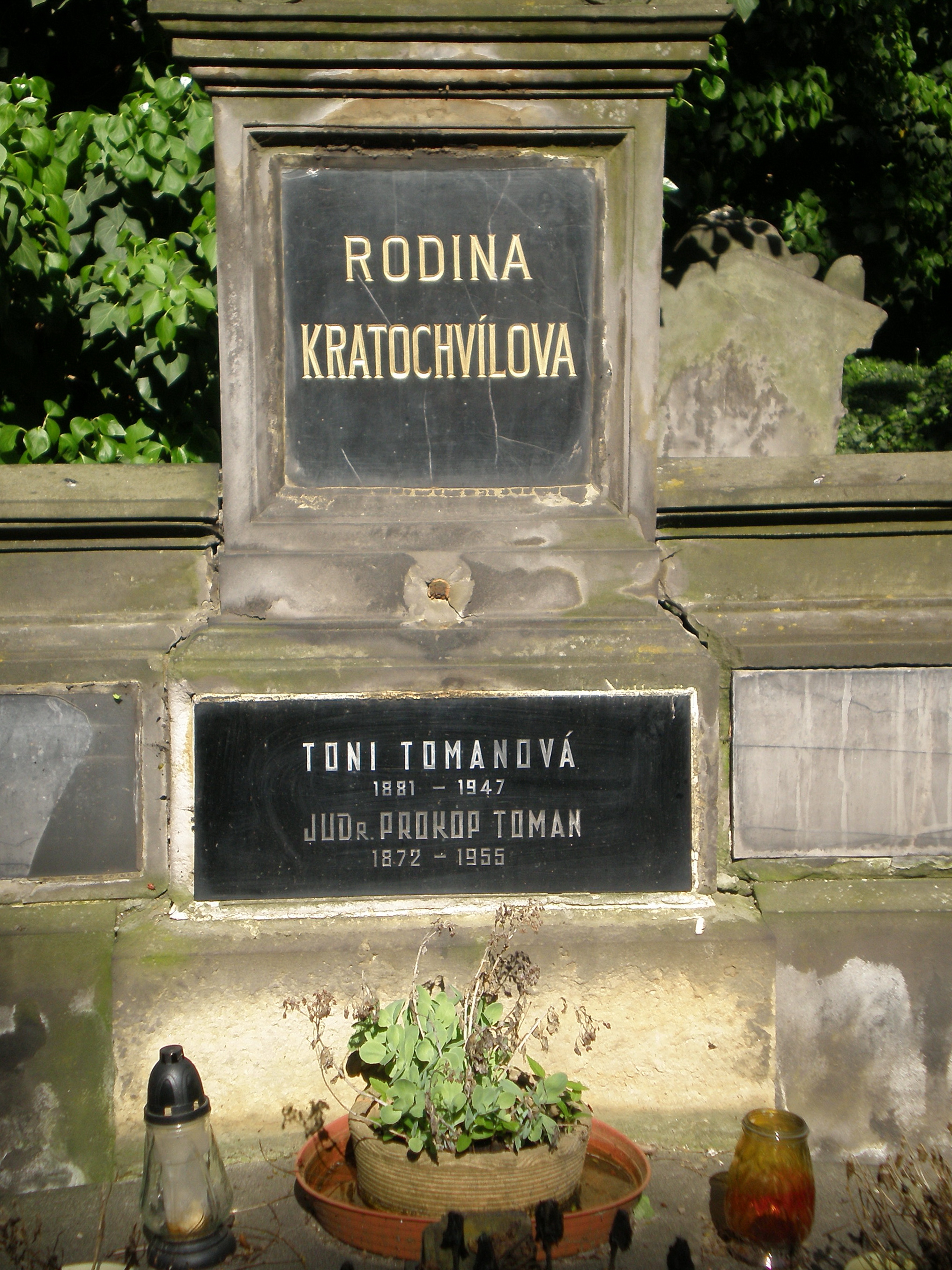
Hrob Prokopa Huga Tomana na Olšanských hřbitovech v Praze

 Byl vydavatelem bibliofilských edic Trianon a Protos. S otcem spolupracoval na dodatcích k jeho slovníku o výtvarných umělcích. Jeho všestranný talent dokládá i fakt, že se úspěšně věnoval opernímu zpěvu.
Je pohřben na Olšanských hřbitovech v Praze, ve stejném hrobě se svým otcem.

## Spisy
- Hovory s knihami a lidmi, Praha : vlastní náklad, 1934 – bibliofilie
- Láska ke knize, Praha : vlastní náklad, 1948 – bibliofilie
- Zdenka Braunerová : Popisný seznam grafického díla, Praha : SNKLU, 1963
- Bohuslav Martinů očima výtvarníků, Polička : Městská lidová knihovna v Poličce, 1965

Spolupráce s Prokopem Tomanem na Dodatcích k třetímu, rozšířenému vydání:
- Nový slovník československých výtvarných umělců díl III. – Dodatky, Praha : Tvar, 1955
  - 5. vydání, Praha : Ivo Železný, 2000, ISBN 80-237-3633-7